# Der Gehetzte
Der Gehetzte (Originaltitel: The Juggler) ist ein US-amerikanisches Filmdrama aus dem Jahr 1953 von Edward Dmytryk mit Kirk Douglas und Milly Vitale in den Hauptrollen. Das Drehbuch basiert auf dem Roman The Juggler von Michael Blankfort. Den Verleih übernahm Columbia Pictures.

## Handlung
1949 kommen jüdische Flüchtlinge aus allen Teilen des Nachkriegseuropas über den Hafen von Haifa in Israel an. Im Lager „König David“ beruhigt der deutsche Flüchtling und ehemalige weltberühmte Varietékünstler und Jongleur Hans Müller die junge Susy, die durch die raue Umgebung des Lagers verstört ist. Hans ist verunsichert, als eine Frau Deutsch mit ihren Kindern spricht, und verwechselt sie mit seiner verstorbenen Frau und seinen Töchtern. Ein Bekannter, Willy Schmidt, beruhigt Hans, doch später wird der Jongleur mutlos, als er erkennt, dass er dem florierenden Lager keine praktischen Fähigkeiten bieten kann.
Willy bittet Dr. Traube, Hans zu untersuchen, der den Vorschlag des Arztes, einen Psychiater aufzusuchen, um ihm zu helfen, mit seinen Kriegserlebnissen und dem Verlust seiner Familie fertig zu werden, wütend zurückweist. Aufgewühlt verlässt Hans das Lager und geht in die Innenstadt von Haifa, gerät jedoch in Panik, als er von dem Polizisten Kogan befragt wird. Als Kogan nicht aufgibt, beschimpft Hans ihn als Nazi, schlägt ihn brutal nieder und flieht, während der Passant Emile Halevy ihn des Mordes bezichtigt. Am nächsten Tag verhört der Polizeidetektiv Karni Halevy und die Suche nach Hans beginnt. Hans schläft in einem Park, wird von einigen Jungen geweckt, die Fußball spielen, und erzählt ihnen, dass er Amerikaner ist. Einer der Jungen, Yehoshua Bresler, bietet an, Hans nach Nazareth zu führen. Aus Angst vor der Polizei willigt Hans ein und nennt Yehoshua „Josh“.
Am selben Tag erfährt Hans an einem Zeitungsstand, dass Kogan am Leben, aber in ernster Verfassung ist und dass sein Angreifer gesucht wird. Karni, der durch Informationen von Kogan in das Einwanderungslager geführt wird, verhört Traube und spricht später in Jerusalem mit Willy und bekommt ein Foto von Hans, das Hans Susy gegeben hatte. Auf ihrer Reise erzählt Josh Hans, dass er seine Eltern im Krieg verloren hat und stolz darauf ist, ein Tzabar zu sein, ein gebürtiger Israeli, abgehärtet und stark. Josh ist beeindruckt von Hans Jonglierkünsten und Hans willigt ein, ihm das Jonglierhandwerk beizubringen. In der Nähe des Kibbuz „Hügel von Galiläa“ ignorieren Hans und Josh eine Warnglocke und stolpern versehentlich in ein aktives Minenfeld, wo Josh bei einer Minenexplosion verletzt wird.
Während Hans auf Joshs Genesung wartet, nimmt er die Gastfreundschaft einer alleinstehenden jungen Frau namens Ya’El an, die ihm die Funktionsweise der kooperativen Gemeinschaft erklärt, die ohne Elektrizität völlig isoliert und dennoch autark ist. Kibbuzführer Mordecai lädt Hans ein, in der Gemeinschaft zu bleiben, doch als er erfährt, dass Josh nur ein gebrochenes Bein hat, plant Hans, trotz des emotionalen Protests des Jungen, zu gehen. Ya’El erklärt sich bereit, Hans zur nächsten Bushaltestelle entlang der syrischen Grenze zu führen, warnt Hans jedoch vor der Gefahr in der Gegend. Auf ihrem Weg zur Bushaltestelle am nächsten Tag bemerkt Ya’El die KZ-Tätowierung auf Hans’ Arm und fragt ihn nach seinen Erfahrungen. Hans enthüllt, dass seine Familie im Konzentrationslager umgekommen ist, und gibt zu, dass er geglaubt hatte, dass es ihn retten würde, ein berühmter Deutscher zu sein. Er beschreibt seine schrecklichen Schuldgefühle, überlebt zu haben. Als Ya’El und Hans eine syrische Armeepatrouille entdecken, schnappt sich Hans Ya’Els Gewehr, doch sie hindert ihn daran, zu schießen. Ya’El spürt Hans’ große innere Qual und schlägt ihm vor, im Kibbuz zu bleiben und zu versuchen, seinen inneren Frieden wiederzuerlangen. Hans warnt Ya’El vor seiner Instabilität, verspricht aber, so lange zu bleiben, wie er kann.
Zurück im Kibbuz bringt ein Versorgungslastwagen Zeitungen. Hans lenkt Mordecai davon ab, über seinen Angriff auf Kogan zu lesen. Unterdessen verfolgt Karni weiterhin Hans und Joshs Bewegungen und nähert sich Galiläa. Hans versucht, sich im Kibbuz einzuleben, der sich mitten in einer großen saisonalen Feier befindet, doch der Jongleur gesteht Ya’El, dass er trotz seiner wachsenden Zuneigung zu ihr immer noch das Gefühl hat, weiterziehen zu müssen. Ya’El erwidert Hans’ Gefühle und bittet ihn zu bleiben. Hans stimmt erneut widerwillig zu und bringt dem genesenden Josh weiterhin Jonglieren bei. An dem Abend, an dem Hans und Josh sich bereit erklären, an einer Show für die Gemeinde teilzunehmen, treffen Karni und andere Polizisten ein. In Panik flieht Hans und als andere aus der Gemeinde ihn verfolgen, versteckt sich der Jongleur mit einer Waffe in Ya’Els Hütte. Aus Angst, umzingelt zu sein, weigert sich Hans herauszukommen und droht mit Selbstmord. Ya’El bittet Karni, ihr zu erlauben, zu helfen, und sie fleht Hans an, sich zu stellen. Hans kommt schließlich aus dem Haus, schwingt das Gewehr, bevor er in Ya’Els Umarmung zusammenbricht und um Hilfe bittet.

## Hintergrund
Gedreht wurde der Film vom 5. September bis zum 25. Oktober 1952.
Wie in einer Pressemitteilung vom Februar 1952 vermerkt wurde, hatte Produzent Stanley Kramer ursprünglich den Autor Michael Blankfort mit der Regie der Adaption seines Romans beauftragt. Einer Pressemeldung vom Mai 1952 zufolge verweigerte das US-Außenministerium Blankfort einen Reisepass nach Israel, weil Louis Budenz vor dem Komitee für unamerikanische Umtriebe (HUAC) ausgesagt hatte, Blankfort sei viele Jahre zuvor Kommunist gewesen. Kramer übertrug den Film an Edward Dmytryk, einen aus einer Gruppe von Filmemachern, die als Hollywood Ten bekannt wurden. Dmytryk saß 1948 fast ein Jahr im Gefängnis, nachdem er wegen Missachtung des Kongresses verurteilt worden war, weil er seine politische Zugehörigkeit nicht preisgeben wollte. Nach seiner Entlassung aus dem Gefängnis zog Dmytryk nach England, wo er bei zwei Filmen Regie führte. 1951 kehrte Dmytryk in die USA zurück und sagte in der zweiten Runde der HUAC-Anhörungen aus. Daraufhin wurde er von der „schwarzen Liste“ der Branche gestrichen.
Der Film war das amerikanische Filmdebüt der italienischen Schauspielerin Milly Vitale. Obwohl Kramer vorhatte, den gesamten Film in Israel zu drehen, wurden die Innenaufnahmen aufgrund unzureichender Einrichtungen in Hollywood gedreht.
Robert Peterson oblag die künstlerische Leitung. Rudolph Sternad und Frank A. Tuttle waren für das Szenenbild zuständig. Clem Beauchamp arbeitete als Produktionsmanager. Musikalischer Direktor war Morris Stoloff. Neben seiner Funktion als Darsteller übernahm Richard Benedict auch die Dialogregie.

## Synchronisation
Die deutsche Synchronfassung entstand 1960.
| Rolle             | Schauspieler     | Deutscher Synchronsprecher |
| ----------------- | ---------------- | -------------------------- |
| Hans Müller       | Kirk Douglas     | Gert Günther Hoffmann      |
| Det. Karni        | Paul Stewart     | Friedrich Joloff           |
| Daniel            | Alf Kjellin      | Götz Clarén                |
| Rosenberg         | Charles Lane     | Toni Herbert               |
| Emile Halevy      | John Banner      | Konrad Wagner              |
| Off. Kogan        | Richard Benedict | Alexander Welbat           |
| Willy Schmidt     | Oskar Karlweis   | Peter Elsholtz             |
| Mordecai          | John Bleifer     | Walter Bluhm               |
| Arzt              | Gabriel Curtiz   | Hellmut Grube              |
| Mann mit Foto     | Michael Mark     | Martin Rosen               |
| Beamter           | John Maxwell     | Hellmut Grube              |
| Dr. Traube        | Shepard Menkin   | Heinz Petruo               |
| Polizist          | Mort Mills       | Jochen Schröder            |
| Kiosk-Betreiberin | Kasia Orzazewski | Elfe Schneider             |
| Flüchtling        | Lester Sharpe    | Gerd Holtenau              |
| Beamter           | Ernő Verebes     | Jochen Schröder            |
| Mutter            | Kaaren Verne     | Eva Katharina Schultz      |

Anmerkung: Die kursiv geschriebenen Namen sind Rollen und Darsteller, die nicht im Abspann erwähnt wurden.

## Veröffentlichung
Die Premiere des Films fand am 5. Mai 1953 in New York statt. In der Bundesrepublik Deutschland kam er am 11. November 1960 in die Kinos.

## Kritiken
Der Filmkritiken-Aggregator Rotten Tomatoes hat in einer Auswertung ein Publikumsergebnis von 43 Prozent positiver Bewertungen ermittelt.
Bosley Crowther von der The New York Times befand, der Film sei dramaturgisch vielleicht nicht ganz einheitlich, biete aber eine rasante und faszinierende Reise durch das moderne Israel und darüber hinaus eine fesselnde und oft berührende Porträtstudie eines Mannes.
Der Kritiker des TV Guide sah einen in vielerlei Hinsicht großartigen Film. Er sei ein klein angelegter, fast intimer Film, der auf ruhige Weise die Traurigkeit eines Mannes zeige, der nach dem Krieg nach einem Zuhause und einem Ziel suche. Die Hauptfigur sei keine Heldenfigur, sondern ein zutiefst verstörter Mann, der versuche, seinem Leben einen Sinn zu geben. Douglas gelinge es in einer seiner zurückhaltendsten Darstellungen recht gut, die Qualen und Verwirrung des Mannes zu vermitteln.
Dennis Schwartz ist sich sicher, dass es sich hier um eine fruchtbare Geschichte handelt, aber die Erzählweise sei so trocken wie die Wüste.
Derek Winnert schrieb, Regisseur Dmytryk und Drehbuchautor Michael Blankfort jonglieren mit vielen Themen und Ideen, kommen aber zu keinem schlüssigen Ergebnis. Der Film sei jedoch auf jeden Fall bemerkenswert, wegen seines gutmütigen Versuchs, wichtige Ideen anzugehen, und der starken Darbietungen, wobei Milly Vitale als Ya’El hervorsteche und Paul Stewart als Polizeidetektiv Karni sehr überzeugend sei, sowie wegen der attraktiven israelischen Schauplätze.
Das Lexikon des internationalen Films schrieb: „Ein Abenteuerfilm mit ernstem Hintergrund, in dem sich neben der dichten Inszenierung besonders die Leistung des Hauptdarstellers einprägt.“

## Auszeichnungen
1957 gewann Kirk Douglas einen Spezialpreis des spanischen Sant Jordi Awards.